# TICKET
『TICKET』（チケット）は、Something ELse（以下、サムエル）が2003年3月12日にリリースした初のベスト・アルバム。

## 概要
シングル「国道16」のリリースと同時に、インターネット投票が行われた。
票数の多い人気曲は元より、ファンから寄せられたエピソードにメンバーが共感したものを中心に選曲された。
シングル楽曲のみに留まらずアルバム楽曲も多数収録されているが、比較的にアルバム『ギターマン』からの楽曲が主となっている。
その中から、通勤・通学で街へ向かう途中で聴きたくなるような楽曲で構成された「TO THE CITY」（DISC.1）と、家へと向かう途中で聴きたくなるような楽曲で構成された「TO NATURE」（DISC.2）の2枚組から構成された。
ボーナス・トラックとして、「TO THE CITY」に「レコード」、「TO NATURE」に「さよならは最後に言う」の未発表バージョンを収録。全曲デジタルリマスターが施され、ブラッシュアップした音質になっている。CD EXTRA仕様で、こちらにはスタジオライブの模様やミュージック・ビデオ等のコンテンツが収められている。
このアルバムリリースを記念したフリーライブツアー「青春往復切符」が主要5都市で開催された。

## 収録曲
全作詞・作曲：今井千尋（特記以外）

### DISC.1　TO THE CITY
1. be there
  - 英語詞：上條美和子
  - 9thシングル「ウソツキ」のカップリングであり、サムエルのオリジナル楽曲では唯一の英語詞となっている。今井が先にメロディーを書き上げ、英訳詞を依頼した。2000年1月から約8ヶ月に渡って山崎製パン『新食感宣言』のCMソングとしてオンエアされた。
2. さよならじゃない
  - 作詞・作曲：Something ELse
  - 7thシングル。日本テレビ系列全国ネット『'99劇空間プロ野球』のイメージソングとして年間を通しオンエアされた。当時の読売巨人軍監督であった長嶋茂雄の目の前で生演奏したこともある。
  - 「ラストチャンス」候補曲として最後まで残った楽曲である。
3. 悲しきノンフィクション
  - デビュー・シングル。ヒストリー・アルバム『502』で再レコーディングされたが、メンバーの強い思い入れもありシングル・バージョンで収録。
  - TBS系『Pop File』エンディングテーマ。J-WAVEのサッポロビール企業CMソング。
4. 旅に出れば
  - ストリートライブ時代からの楽曲。
5. いつか
  - 「TBSグアムマラソン2000」のイメージソング。ストリングスを取り入れ、ボーカルがより引き立ったアレンジになっている。
6. ギターマン
  - ストリートライブ時代からの曲の一つ。
  - 2ndアルバム『ギターマン』の表題曲。
7. 夏のラジオ
  - 作詞：売野雅勇
  - 12thシングル。メロディーは早くから出来上がっており、今井が作詞も担当した「blue love」のタイトル楽曲で存在したが、2001年の学園祭に出演した頃から「夏のラジオ」と題した別の楽曲として披露され始めた。
  - 4thアルバム『Y』にアルバム・バージョンとして収録。シングル・バージョンは本作のみの収録。
8. 桜雨〜あの日の雨と今日の雨2
  - 作詞・作曲：伊藤大介
  - 11thシングル「びいだま」のカップリング曲として収録。2ndアルバム「ギターマン」に収録されている「あの日の雨と今日の雨」の続編である。
9. あいのうた
  - 8thシングル。「ルナパーク'99 雷波少年系遊園地 後ろ楽しいガーデン」のイメージソング。メンバーの今井が友人の結婚式で歌う為に制作した。
10. 光の糸
  - 3rdアルバム「光の糸」のタイトルチューン。人と人との「絆」「繋がり」を歌ったラブソングとなっているが、バンドとファンを繋ぐテーマソングとも言える楽曲でもある。
11. レコード（未発表音源）
  - 作詞：大久保伸隆・今井千尋　
  - 5thシングルの未発表音源。シングル・バージョンと比べ荒削りな感はあるが、よりタイトルに合ったアレンジになっている。
  - シングル版はテレビ東京系ドラマ『太陽娘と海』の主題歌となった。

### DISC.2　TO NATURE
1. 風と行きたかった
  - 3rdシングル。サムエルとしてのオリジナル第一弾。JR東日本『View Card』のCMソング。学生時代、失恋した今井が当時の彼女を思って作った楽曲。本作には収録されていないが、ファンクラブ・ライブ会場限定で販売されたミニ・アルバム「バンドワゴン」に、「続・風と行きたかった」という、2年後の心境を歌った楽曲が収録されている。
2. ビデオテープ
  - 今井が「最高傑作」と自画自賛してきた楽曲。発表時にはノンタイアップだったが、後に『河合塾・トライデント』のCMソングとしてオンエア。
3. ラストチャンス
  - 作詞・作曲：Something ELse
  - 6thシングル。オリコン最高1位を記録したサムエル最大のヒット曲。『日本ゴールドディスク大賞・ソング・オブ・ザ・イヤー』『日本レコード大賞・優秀作品賞』を受賞。紅白歌合戦にも出場した。
4. ウソツキ
  - 作詞：Something ELse　作曲：伊藤大介
  - 9thシングル。映画『GO-CON!』主題歌。映画の脚本を元に制作された。オリコン初登場は24位だったが、その後30位以内に長く留まりロングヒットを記録。2000年有線上半期チャートJ-POP部門で第7位を記録。
5. 反省のうた
  - 4thシングル。NHK『みんなのうた』で1998年2月〜3月のうたとしてオンエアされた。
6. ひまわりのうた -柏 Street Live Ver.-
  - 文字通り、柏で行われたストリートライブのテイクが収録されている。
7. 元気ですか?
  - 作曲：伊藤大介
  - 12thシングル「夏のラジオ」のカップリング曲。全薬工業『ジキニン』のCMソング。CMとは異なり、ヴォーカルを伊藤が担当している。
8. 旅路
  - 作詞・作曲：大久保伸隆
  - アコースティック・ギターを強く押し出したシンプルなメッセージソング。
9. 夕立ち
  - サムエル版"夏唄"の代表曲となったバラード。ライブでは大サビを三人のアカペラで歌唱する演出があった。
10. 自転車ラプソディ#1
  - 作詞・作曲:大久保伸隆
  - リリース直後からライブ終盤の定番曲として定着したポップ・ナンバー。
11. さよならは最後に言う（未発表音源）
  - 1stアルバム「TRIPLE PLAY」収録楽曲の未発表音源。当音源は、それより以前にレコーディングされたもの。大久保曰く「歌い方が演歌っぽい」とのこと。